# Yusra Mardini
Yusra Mardini (Arabisch: يسرى مارديني; Damascus, 5 maart 1998 is een Syrisch voormalig topzwemster en vluchteling van de Syrische Burgeroorlog. In 2016 nam ze onder de olympische vlag en als lid van het Olympisch vluchtelingenteam deel aan de Olympische Spelen in Rio de Janeiro. Daar werd ze eerste in haar serie bij de 100 meter vlinderslag. Op 27 april 2017 werd ze benoemd tot UNHCR-goodwillambassadeur. Ook nam ze als lid van het Olympisch vluchtelingenteam deel aan de Olympische Spelen in Tokio.
In mei 2018 werd haar autobiografie Vlinderslag: Van vluchteling tot olympisch zwemster gepubliceerd. In november 2022 kwam de Netflix-film The Swimmers uit, die gebaseerd is op Mardini's levensverhaal. De rol van Mardini wordt vertolkt door de Frans-Libanese actrice Nathalie Issa.
- Bibliothèque nationale de France: cb17806084t (data)
- CiNii: DA19490040
- Gemeinsame Normdatei: 1157044646
- International Standard Name Identifier: 0000 0004 6876 9959
- Library of Congress Control Number: n2018002889
- Bibliotheek van het Japanse parlement: 001327448
- Nationale Bibliotheek van Tsjechië: xx0271807
- Nederlandse Thesaurus van Auteursnamen: 418731403
- Virtual International Authority File: 8519152381809301950004
- WorldCat: E39PBJtxmt47QDcPtCB86fbjmd